# Allonzier-la-Caille
Allonzier-la-Caille és un municipi francès situat al departament de l'Alta Savoia i a la regió d'Alvèrnia-Roine-Alps. L'any 2007 tenia 1.418 habitants.

## Demografia

### Població
El 2007 la població de fet d'Allonzier-la-Caille era de 1.418 persones. Hi havia 525 famílies de les quals 103 eren unipersonals (45 homes vivint sols i 58 dones vivint soles), 132 parelles sense fills, 240 parelles amb fills i 50 famílies monoparentals amb fills.
La població ha evolucionat segons el següent gràfic:
Habitants censats

### Habitatges
El 2007 hi havia 602 habitatges, 535 eren l'habitatge principal de la família, 18 eren segones residències i 49 estaven desocupats. 388 eren cases i 210 eren apartaments. Dels 535 habitatges principals, 373 estaven ocupats pels seus propietaris, 154 estaven llogats i ocupats pels llogaters i 7 estaven cedits a títol gratuït; 9 tenien una cambra, 44 en tenien dues, 90 en tenien tres, 145 en tenien quatre i 246 en tenien cinc o més. 496 habitatges disposaven pel capbaix d'una plaça de pàrquing. A 206 habitatges hi havia un automòbil i a 311 n'hi havia dos o més.

### Piràmide de població
La piràmide de població per edats i sexe el 2009 era:
| Homes | Edats   | Dones |
| ----- | ------- | ----- |
| 0     | 95 o +  | 0     |
| 0     | 90 a 94 | 0     |
| 4     | 85 a 89 | 0     |
| 0     | 80 a 84 | 0     |
| 4     | 75 a 79 | 12    |
| 28    | 70 a 74 | 8     |
| 28    | 65 a 69 | 20    |
| 16    | 60 a 64 | 28    |
| 8     | 55 a 59 | 20    |
| 44    | 50 a 54 | 40    |
| 68    | 45 a 49 | 40    |
| 40    | 40 a 44 | 64    |
| 56    | 35 a 39 | 52    |
| 20    | 30 a 34 | 52    |
| 24    | 25 a 29 | 12    |
| 28    | 20 a 24 | 16    |
| 40    | 15 a 19 | 40    |
| 36    | 10 a 14 | 64    |
| 72    | 5 a 9   | 40    |
| 32    | 0 a 4   | 16    |

## Economia
El 2007 la població en edat de treballar era de 949 persones, 753 eren actives i 196 eren inactives. De les 753 persones actives 714 estaven ocupades (374 homes i 340 dones) i 39 estaven aturades (18 homes i 21 dones). De les 196 persones inactives 58 estaven jubilades, 78 estaven estudiant i 60 estaven classificades com a «altres inactius».

### Ingressos
El 2009 a Allonzier-la-Caille hi havia 613 unitats fiscals que integraven 1.630 persones, la mediana anual d'ingressos fiscals per persona era de 22.490,5 €.

### Activitats econòmiques
Dels 104 establiments que hi havia el 2007, 1 era d'una empresa extractiva, 3 d'empreses alimentàries, 1 d'una empresa de fabricació de material elèctric, 11 d'empreses de fabricació d'altres productes industrials, 18 d'empreses de construcció, 25 d'empreses de comerç i reparació d'automòbils, 10 d'empreses de transport, 4 d'empreses d'hostatgeria i restauració, 1 d'una empresa d'informació i comunicació, 5 d'empreses financeres, 2 d'empreses immobiliàries, 16 d'empreses de serveis, 2 d'entitats de l'administració pública i 5 d'empreses classificades com a «altres activitats de serveis».
Dels 20 establiments de servei als particulars que hi havia el 2009, 2 eren tallers de reparació d'automòbils i de material agrícola, 1 taller d'inspecció tècnica de vehicles, 5 paletes, 4 fusteries, 2 lampisteries, 1 empresa de construcció, 1 perruqueria, 2 restaurants, 1 agència immobiliària i 1 saló de bellesa.
Dels 5 establiments comercials que hi havia el 2009, 1 era una botiga de menys de 120 m², 1 una llibreria, 2 botigues d'equipament de la llar i 1 una botiga de mobles.
L'any 2000 a Allonzier-la-Caille hi havia 12 explotacions agrícoles que ocupaven un total de 300 hectàrees.

## Equipaments sanitaris i escolars
El 2009 hi havia 1 escola maternal i 1 escola elemental.

## Poblacions més properes
El següent diagrama mostra les poblacions més properes.